# 芋圓
芋圓（台羅：ōo-înn），是一道著名的台灣傳統甜點。軟Q彈牙，香氣四溢，由芋頭製成

## 歷史
芋圓是在1946年被研發出來的，創始者為蔡林保雲，居住在瑞芳。蔡林保雲於1938年嫁到瑞芳，幫忙婆家經營雜貨店，一開始在門口賣梅子清冰供路人止渴，後來便在門口擺起刨冰攤，並研發出芋圓。第三代蔡政建經營的芋圓店，為紀念奶奶創造芋圓，店名改為「保雲芋圓」。
1970年代，一位阿柑姨於九份國小附近擺攤兼賣冰品，因客人要求開始增加芋圓當佐料，隨著觀光推廣而成為當地著名小吃
九份老街還有一攤同時期的「賴阿婆芋圓」。
2017年位於萬里的金山芋圓王以大顆的芋圓出名，許多遊客前去打卡朝聖。
2018年苗栗縣後龍鎮慈雲宮廟口-金豐玉漿 芋圓製造所-取得國內專利，為國內第一家有專利的芋圓，隔年再取得大陸專利權。

## 相似食品
有以番薯、綠豆、山藥與芝麻、抹茶代替芋泥的番薯圓、綠豆圓、山藥圓與芝麻圓，均是瑞芳與九份的著名小吃之一。
| 成品   | 成份                  | 顏色                 |
| ------ | --------------------- | -------------------- |
| 芋圓   | 芋頭/地瓜粉/太白粉/水 | 芋頭灰               |
| 番薯圓 | 番薯/地瓜粉/太白粉/水 | 地瓜黃/地瓜紅        |
| 綠豆圓 | 綠豆/地瓜粉/太白粉/水 | 綠豆色               |
| 抹茶圓 | 抹茶/地瓜粉/太白粉/水 | 抹茶綠               |
| 山藥圓 | 山藥/地瓜粉/太白粉/水 | 山藥白/山藥紫        |
| 芝麻圓 | 芝麻/地瓜粉/太白粉/水 | 芝麻白/芝麻黃/芝麻黑 |

## 外部連結
̈*古早味三色芋圓，軟Q彈牙、紮實有嚼勁｜經典黑糖漿配方公開｜阿慶師 - YouTube